# Flamborough Head
Flamborough Head är en udde i Storbritannien.   Den ligger i riksdelen England, i den östra delen av landet, 290 km norr om huvudstaden London.
Terrängen inåt land är platt. Havet är nära Flamborough Head österut.  Närmaste större samhälle är Bridlington, 8,3 km väster om Flamborough Head. 